# فرانک رومرو
فرانک رومرو (ژاپنی: ロメロ・フランク؛ زادهٔ ۱۹ اوت ۱۹۸۷) یک بازیکن فوتبال اهل ژاپن است.
از باشگاه‌هایی که در آن بازی کرده‌است می‌توان به باشگاه فوتبال میتو هولیهوک، باشگاه فوتبال مونتدیو یاماگاتا، باشگاه فوتبال آلبیرکس نیگاتا و باشگاه فوتبال ماچیدا زلویا اشاره کرد.